# Ruth Lyttle Satter
Ruth Lyttle Satter (Nova York, 8 de març de 1923 - 3 d'agost de 1989) fou una botànica i matemàtica estatunidenca, coneguda pel seu treball en els ritmes circadiaris de les fulles.

## Biografia
Ruth Lyttle Satter va néixer el 8 de març de 1923 a la ciutat de Nova York com a Ruth Lyttle.
Satter va obtenir una llicenciatura en matemàtiques i física pel Barnard College el 1944. Després de graduar-se, va treballar als Laboratoris Bell i a Maxson Company. El 1946 es va casar amb Robert Satter i el 1947 es va convertir en mestressa de casa, i es va dedicar a criar els quatre fills sorgits de la unió amb Robert: Mimi, Shoshana, Jane i Dick. Mentre els seus fills creixien, el seu amor per les plantes la va portar a completar la formació en horticultura al New York Botanical Garden el 1951 i a exercir com a instructora d'horticultura per a la YMCA Hobby School de 1953 al 1963.
El 1964, va iniciar els seus estudis de postgrau en fisiologia vegetal a la Universitat de Connecticut, on va obtenir el seu doctorat en botànica el 1968. Durant el seu treball de doctorat, Satter va començar a descobrir els fonaments moleculars del rellotge circadià de les plantes. Va determinar l'impacte de la llum vermella / vermella llunyana i el fotopigment associat, fitocrom, sobre la morfogènesi de les plantes. El seu treball sobre ritmes circadians definiria la seva carrera i afectaria notablement el camp de la cronobiologia.
El 1968, un cop finalitzat el seu doctorat, Satter es va incorporar al laboratori d'Arthur W. Galston a la Universitat Yale per treballar primer com a biòloga d'equip i després com a investigadora associada. A Yale, Satter va continuar les seves investigacions sobre cronobiologia vegetal estudiant el control dels moviments de les fulles. El seu treball va demostrar que el flux d'ions a les cèl·lules motores de les fulles condueix aquest moviment i que els mateixos mecanismes controlen el moviment si la planta es troba en un entorn amb un cicle de llum-foscor o un entorn amb llum constant o foscor constant. A més, el 1980, va ser coautora de la tercera edició de "La vida de la planta verda", anglès: 'The Life of the Green Plant', un llibre de text sobre fisiologia i botànica vegetal, amb Galston i un altre col·lega, Peter J. Davies.
El 1980, Satter també es va convertir en professora resident a la Universitat de Connecticut, on va descobrir que el cicle de fosfatidilinositol és el mecanisme bàsic de transducció de la llum a les cèl·lules motores de les fulles. El mateix any a Ruth se li va diagnosticar leucèmia limfocítica crònica, però aquest diagnòstic només va augmentar el seu interès per la ciència. Durant aquest temps va publicar diverses obres, va treballar en un llibre i va obtenir reconeixements internacionals pel seu treball en cronobiologia. També es va mantenir activa amb el seu marit, ja que van recórrer el món per anar en bici, nedar i experimentar diferents cultures.

## Mort i llegat
Tot i que Satter continuà activa durant la major part de la seva malaltia, la seva salut va començar a deteriorar-se a finals dels anys vuitanta. A mesura que la seva qualitat de vida es va desplomava, va optar per suspendre el tractament i controlar el temps restant. El seu marit va immortalitzar la seva pau amb aquesta decisió i els seus últims dies en un article a The New York Times.
Satter finalment va perdre la seva llarga batalla contra la leucèmia a l'edat de 66 anys el 3 d'agost de 1989. El testament de Satter va establir el Premi Memorial Ruth Satter, que donava 1000 dòlars a les dones que haguessin interromput la seva educació durant almenys tres anys per criar una família. El 1990, es va establir també, en la seva memòria, el Premi Ruth Lyttle Satter de Matemàtiques, amb fons donats per la seva germana, Joan Birman. El premi s'atorga cada dos anys i fa honor al compromís de Satter amb la investigació, encoratja les dones en ciències i atorga 5.000 dòlars a una dona que hagi contribuït significativament a la investigació en matemàtiques.

## Contribucions a la cronobiologia

### Mecanismes de moviment circadiari de les fulles

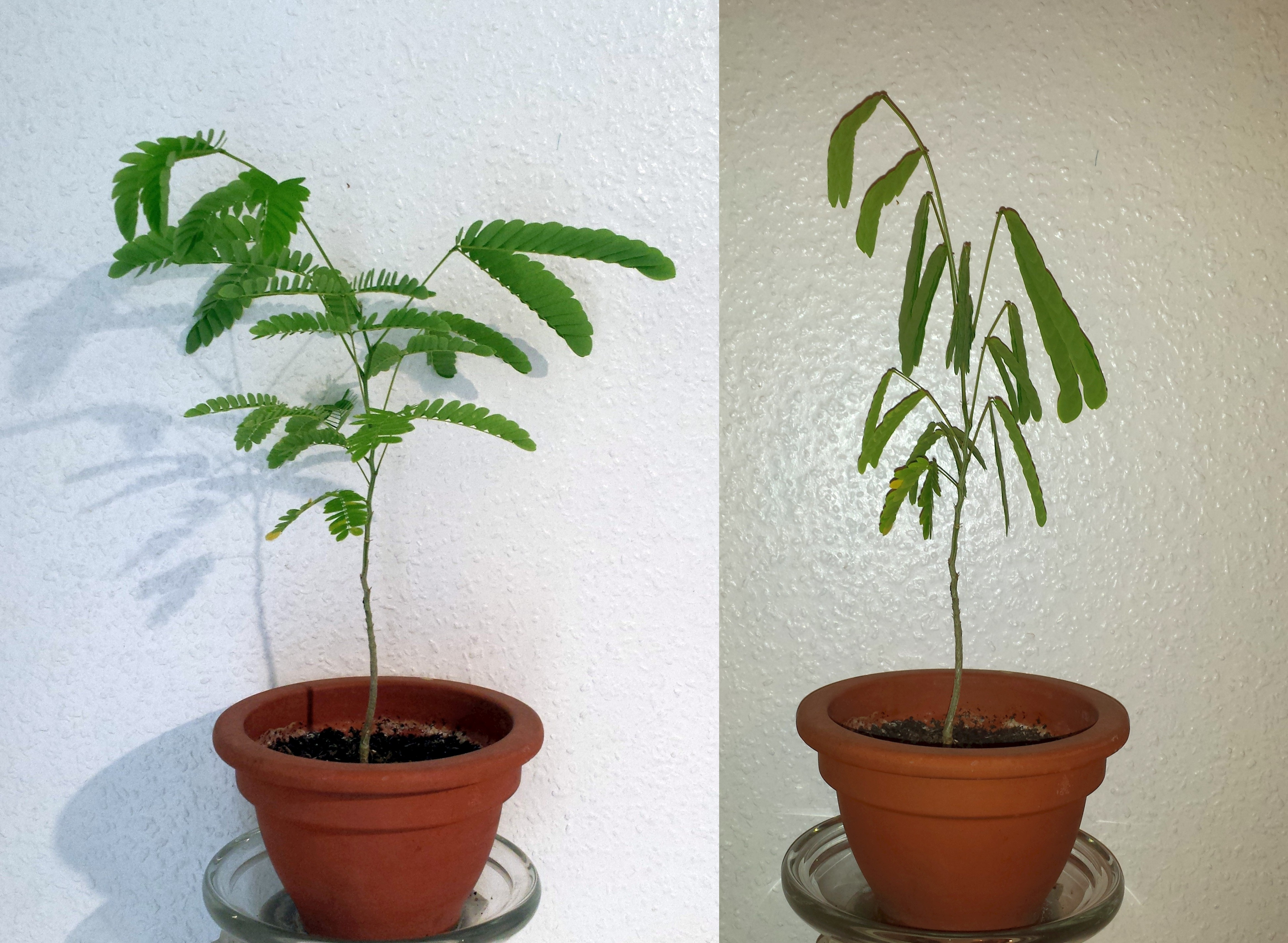
Moviment de fulles motrius a l'Albizia julibrissin, una planta model emprada en la investigació de Satter.

El monjo francès Jean-Jacques Dortous de Mairan ja havia obervat el moviment circadià de les fulles al segle xviii. El 1729, va dur a terme un experiment sobre la sensitiva on va demostrar l'existència d'un ritme circadiari en les plantes; aquest ritme provenia probablement d'un rellotge endogen Tanmateix, no va ser així com Mairan ho va interpretar en aquell moment, sinó com una prova que "La sensitiva per tant sent el Sol sense veure'l de cap manera". No va ser fins al treball innovador de Satter que es van entendre els mecanismes moleculars d'aquests fenòmens.
Satter va treballar per desxifrar l'estructura i la funció dels pulvínuls, òrgans motors vegetals especialitzats, que es troben a la base de les fulles i els folíols, que permeten que les fulles s'allarguin i s'escurcin. Va identificar que els canvis en les concentracions d'ions de potassi i clorur als pulvínuls impulsen el flux d'aigua osmòtic o els canvis en la quantitat d'aigua a la cèl·lula. Els pulvínuls contenen dos tipus cel·lulars, cèl·lules flexores i extensores. El treball de Satter va demostrar que a mesura que el flexor guanya soluts i així aigua per augmentar la seva rigidesa, l'extensor perd ions i aigua per disminuir la seva rigidesa. Els canvis coordinats de rigidesa inversa en extensor i flexor indueixen l'extensió o el col·lapse del pulvínuls en aixecar i abaixar els folíols.
Satter també va col·laborar amb Richard Racusen de la Universitat de Vermont per estudiar els canvis circadians en el potencial de membrana dels pulvínuls. Satter va determinar que els canvis en el potencial de la membrana eren massa ràpids per explicar-los amb el moviment passiu dels ions potàssics reportats en els seus treballs anteriors. va descobrir un consumidor d'energia de la bomba de protons que elimina protons (H+) de la cèl·lula, el que facilita els canvis elèctrics ràpids observats, així com el flux d'ions de potassi. Així, Satter i Racusen van determinar que els canvis en el potencial de membrana impulsen el flux d'ions necessari per al moviment circadiari de les fulles. Experiments addicionals que observaven el pH tant en cèl·lules dels pulvínuls flexors com en els extensors en diferents condicions experimentals (foscor, llum blanca, llum vermella i llum vermella llunyana) van demostrar que els nivells de pH de les cèl·lules flexores i extensores estaven inversament correlacionats. A partir d'aquests estudis, Satter va demostrar que les bombes de protons eren actives en les cèl·lules flexores a la foscor i en les cèl·lules extensores a la llum.

### Entrenament de cèl·lules motores
Satter també va donar a conèixer els mecanismes que permeten que els moviments circadiaris de les fulles circadianes se sincronitzin amb els cicles foscos. Va mostrar que els fitocroms, un tipus de fotopigment vegetal, mitjancen els canvis en el potencial de membrana dels pulvínuls en resposta a la llum vermella i vermella llunyana.
Els fitocroms tenen dues formes isomèriques interconvertibles, Pfr i Pr. La llum vermella converteix el fitocrom del pulvínul en la forma Pfr que promou el tancament de les fulles, mentre que l'exposició a la llum vermella extrema converteix el fotopigment a la forma Pr i promou l'obertura de les fulles. El fitocrom Pfr despolaritza la membrana cel·lular en obrir canals iònics de potassi i facilitar el flux d'ions de potassi, mentre que Pr repolaritza la membrana cel·lular en tancar el canal d'ions de potassi i evitar el flux d'ions. Al llarg de 24 hores, la quantitat de llum vermella i de llum vermella llunyana a l'entorn canvia, de manera que la forma de fitocrom al pulvínul també canvia amb el temps, i fa que les fulles de la planta s'obrin o es tanquin com a conseqüència del cicle de la llum ambiental.
Satter també va estudiar altres mètodes d'entrenament del moviment de les fulles, inclosos els efectes de la llum blava. Satter i els seus col·legues van demostrar que la llum blava condueix a canvis en la fase del moviment de les fulles tant en la Samanea saman com en l'Albizia. Satter va descobrir que l'exposició a la llum blava pot afectar quan les fulles de la planta s'estenen i que el moment de l'exposició a la llum blava determinava si les fulles s'estenien abans o més tard del previst. Si bé aquests estudis revelaren que la llum blava podia avançar o endarrerir els ritmes del moviment circadiari de les fulles, el fotoreceptor que mesurava aquesta resposta no es descobriria fins més tard.